# Charles Spittal

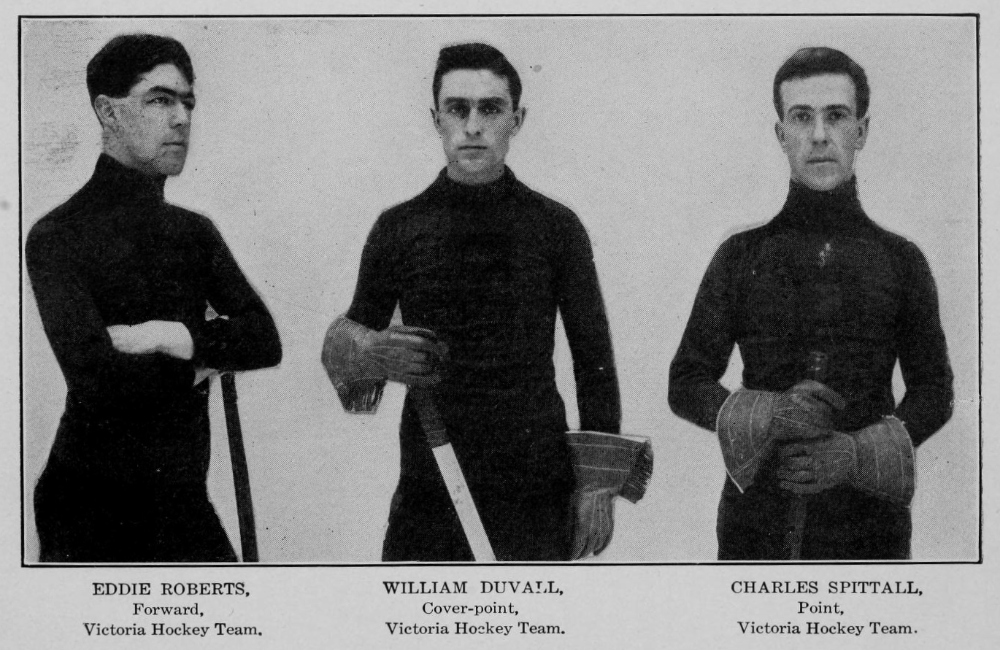
Spittal, längst till höger, med Pittsburgh Victorias.

Charles Douglas "Charlie, Baldy" Spittal, född 17 november 1874 i Ottawa, död 29 januari 1931 i Montreal, var en kanadensisk ishockeyspelare, på amatörnivå samt professionellt. Spittal spelade som försvarsspelare för bland annat Ottawa Hockey Club, Pittsburgh Victorias, Pittsburgh Professionals och Canadian Soo Algonquins. Han vann Stanley Cup med Ottawa HC i mars 1903.

## Karriär
Spittal inledde ishockeykarriären säsongen 1896–97 med Ottawa Hockey Club i Amateur Hockey Association of Canada där han även spelade säsongen 1897–98. De fem efterföljande säsongerna, från 1898 till 1903, spelade han sporadiskt för Ottawa HC, sammanlagt tio matcher, i Canadian Amateur Hockey League. Som en del av Ottawas spelartrupp 1903 är han tillskriven en Stanley Cup trots att han inte deltog i utmanarmatcherna. Säsongerna 1902–03 och 1903–04 spelade Spittal för Pittsburgh Victorias i den semiprofessionella ligan WPHL. 
Då WPHL lades ner inför säsongen 1904–05 följde Spittal med det lag från Pittsburgh som anslöt till International Professional Hockey League och antog namnet Pittsburgh Professionals. Säsongen därefter bytte han lag till ligakonkurrenten Canadian Soo Algonquins där han agerade lagkapten. Säsongen 1907 återvände Spittal till Ottawa HC och spelade två matcher för klubben i ECAHA.
Spittal arresterades av polis två gånger för tilltag relaterade till hans ishockeyspelande. I january 1907, under en match i ECAHA mellan Ottawa Hockey Club och Montreal Wanderers, klubbade han ner Wanderers lagkapten Cecil Blachford med ett bryskt slag mot huvudet, något som han senare bötfälldes för med 20 dollar. I januari 1908 hamnade Spittal åter igen under förvar hos polisen sedan han slagit Pembroke Hockey Club-spelaren Oren Frood medvetslös med ett slag mot huvudet under en match i Upper Ottawa Valley Hockey League mellan Renfrew och Pembroke.